# FreeBSD Foundation
A FreeBSD Foundation é uma organização sem fins lucrativos, sediada nos Estados Unidos registrada no modelo 501(c)(3) ante a legislação americana. É dedicada ao suporte do projeto FreeBSD, seu desenvolvimento e manutenção de sua comunidade. O levantamento de recursos financeiros vem de doações de indivíduos e corporações e são utilizados para patrocinar desenvolvedores em atividades específicas, compra de hardware e infraestrutura de redes e pagar viagens de desenvolvedores para os encontros(summits). A FreeBSD Foundation também está habilitada a representar legalmente e assinar contratos em nome do projeto FreeBSD, e também é detentora da marca registrada e nomes de domínios do projeto.
A FreeBSD Foundation recebeu o título inicial de instituição 501(c)(3) em 7 de Dezembro de 2000, e a fundação foi formalmente anunciada ao mundo em 27 de Junho de 2001.

## Objetivos para o Futuro
De acordo com a descrição dada em sua página, estes são os objetivos a longo prazo da FreeBSD Foundation:
- Desenvolvimento de softwares para o FreeBSD que beneficiam o usuário e a comunidade de desenvolvedores, incluindo desenvolvimento de contratos de sistemas de infraestrutura crítica ou o portar aplicações proprietárias como o Java.
- Obtenção de computadores e outros equipamentos para desenvolvedores utilizarem no desenvolvimento e melhoria do FreeBSD, como um cluster de redes, cluster FreeBSD.org e computadores pessoais para programadores do sistema FreeBSD.
- Prover infraestrutura de internet com o intuito do desenvolvimento e distribuição do FreeBSD.
- Coordenar e suportar a comunicação ente os desenvolvedores, incluindo financeiramente quando o objetivo for o deslocamento e custas com encontros de desenvolvedores(developer summits).
- Encorajar a formação de grupos de usuários do FreeBSD.
- Cultivar a cobertura de imprensa e publicidade sobre a utilidade e disponibilidade do FreeBSD.

## Diretores do conselho da FreeBSD Foundation
Este é o atual lista dos membros do conselho diretor da fundação:
- Justin T. Gibbs, Presidente
- Benedict Reuschling, Vice Presidente
- George V. Neville-Neil, Secretário
- Dr. Marshall Kirk McKusick, Tesoureiro
- Dr. Hiroki Sato, Diretor
- Dr. Robert Watson, Diretor
- Dru Lavigne, Diretor
- Kylie Liang, Diretor
- Philip Paeps, Diretor

## Ligações Externas
- FreeBSD Foundation